# Intres (Ardèche)
Intres ist eine Ortschaft und eine ehemalige französische Gemeinde mit zuletzt 157 Einwohnern (Stand 2016) im Département Ardèche in der Region Auvergne-Rhône-Alpes. Sie gehörte zum Kanton Haut-Eyrieux im Arrondissement Tournon-sur-Rhône.
Sie wurde mit Wirkung vom 1. Januar 2019 mit Saint-Julien-Boutières zur Commune nouvelle Saint-Julien-d’Intres zusammengelegt. Sie hat keinen Status einer Commune déléguée. Intres ist der Hauptort.

## Lage
Nachbarorte sind Mars im Norden, Saint-Agrève im Nordosten, Saint-Jean-Roure im Osten, Saint-Julien-Boutières im Süden und Les Vastres im Westen.

## Bevölkerungsentwicklung
| Jahr      | 1962 | 1968 | 1975 | 1982 | 1990 | 1999 | 2008 | 2014 |
| --------- | ---- | ---- | ---- | ---- | ---- | ---- | ---- | ---- |
| Einwohner | 249  | 199  | 188  | 143  | 136  | 122  | 116  | 156  |